# Trains (videogioco)
Trains è un videogioco di simulazione e gestionale di treni a vapore pubblicato nel 1983 per Apple II, Atari 8-bit, Commodore 64 e MS-DOS dalla Spinnaker Software Corporation di Cambridge (USA). La versione Commodore uscì anche con il titolo Railroad Tycoon, edita dalla Maxion nel 1984. Veniva a volte annoverato come videogioco educativo, settore in cui la Spinnaker era specializzata, ma adatto anche agli adulti.

## Modalità di gioco
Il giocatore controlla in tempo reale i movimenti di un treno merci su una rete ferroviaria con visuale fissa dall'alto. Si può fare marcia avanti o indietro a velocità regolabile e cambiare binario nelle giunzioni. Ci sono otto livelli, selezionabili a inizio partita, con reti sempre più complesse e varie ambientazioni nel West: due ciascuna di deserto, montagna, pianura e città. Inizialmente non ci sono interruzioni, ma poi compaiono binari morti dove si può danneggiare il treno se si arriva al finecorsa.
Lungo il tracciato possono esserci fino a quattro tipi di strutture produttive: pozzi petroliferi, miniere, fattorie, boschi, dalle quali il treno può prelevare materie prime da trasportare rispettivamente a raffinerie, fabbriche, mercati, segherie. Ogni materia prima va caricata in un tipo di vagone apposito: cisterna per il petrolio, tramoggia per il minerale, cassone per il grano, pianale per i tronchi. Fermando il treno con il vagone giusto allineato alla stazione della struttura è possibile caricare e scaricare la merce.
L'obiettivo è acquistare le merci dai produttori che ne hanno riserve e rivenderle ai consumatori che ne hanno bisogno. I guadagni sono maggiori se la consegna è rapida. Sotto alla visuale della mappa viene mostrato un ingrandimento del treno con i tipi di vagoni e le rispettive quantità di carico, oppure una serie di indicatori della domanda e offerta nelle varie strutture presenti. Compaiono anche messaggi di testo che avvisano di domande particolarmente redditizie. Se si soddisfano tutti i consumatori viene costruito un binario che permette di passare al livello successivo.
Il treno per muoversi necessita di carbone, consumato in proporzione a peso del carico e velocità, che come le merci si può acquistare ai relativi depositi caricandolo sul tender. Se si dovesse terminare il carbone lo si può ancora comprare lontano dai depositi, ma costa il doppio. Altre spese sono dovute agli stipendi, detratti periodicamente in automatico, e alle eventuali riparazioni. Quando si terminano sia i soldi sia il carbone il gioco finisce.